# زاهر الاغبری
زاهر الاغبری (زادهٔ ۲۸ مهٔ ۱۹۹۹) بازیکن فوتبال اهل عمان است که در پست وینگر برای باشگاه فوتبال مس رفسنجان در لیگ برتر خلیج فارس بازی می‌کند.
وی همچنین در تیم ملی فوتبال عمان بازی کرده‌است.